# Despotato di Arta
Il Despotato di Arta (in albanese Despotati i Artës; in greco Δεσποτάτο της Άρτας?) fu un despotato fondato da sovrani albanesi nel corso del XIV secolo, dopo la sconfitta del locale despota dell'Epiro, Niceforo II Orsini, da parte di tribù albanesi nella battaglia di Acheloo nel 1359 e cessò di esistere nel 1416, quando passò a Carlo I Tocco.

## Storia

### Creazione
Con Simeone Uroš sovrano serbo dal 1359 di Epiro e poi Tessaglia il Principato, prima entità albanese, ottenne formale riconoscimento. Dopo la sua morte nel 1371 gli successero in Epiro Tommaso II Preljubović e in Tessaglia il figlio Giovanni e poi gli Angelo Filanthropeno.
Fu infatti nella tarda primavera del 1359 che Niceforo II Orsini, l'ultimo despota dell'Epiro della dinastia Orsini succeduta agli Angelo, combatté contro gli albanesi nei pressi del fiume Acheloo, in Etolia. Gli albanesi vinsero la battaglia e riuscirono a creare due nuovi stati nei territori meridionali del Despotato d'Epiro. Poiché un certo numero di signori albanesi sostenne attivamente la vittoriosa campagna serba in Tessaglia ed Epiro, lo zar serbo concesse loro regioni specifiche e offrendo il titolo bizantino di despoti per assicurarsi la loro lealtà. Alla fine del 1360 emersero così due piccoli principati albanesi: il primo con capitale ad Arta sotto Pietro Losha, e il secondo, con centro ad Angelokastron, sotto Gjin Bua Spata. Tali realtà erano diretta conseguenza del periodo noto come anarchia feudale serba. 
Il titolare serbo di Epiro tentò poi di rientrare in possesso di tali territori costieri. Dopo la morte di Pietro Losha nel 1374, i despotati albanesi di Arta e Angelocastron furono uniti sotto il governo di Gjin Bua Spata. Nell'aprile 1378 il Gran Maestro dei Cavalieri Ospitalieri, Juan Fernández de Heredia, fallì di conquistare Arta e venne catturato in battaglia da Gjin Bua Spata. Herendia fu venduto da Spata ai turchi ottomani per un enorme premio. Tommaso II Preljubović, il despota dell'Epiro offrì un prezioso aiuto durante la battaglia, ma questa alleanza non durò a lungo.
Il territorio di questo piccolo despotato nella sua massima estensione (1374-1403) andava dal Golfo di Corinto al fiume Acheronte a nord, confinante con il Principato di Argirocastro di Giovanni Zenevisi, un'altra piccola realtà creata nell'area e orbita del Despotato d'Epiro. Il Despotato d'Epiro riuscì quindi a controllare in questo periodo solo la parte orientale dell'Epiro, con capitale Giannina e il suo despota, Tommaso II Preljubović, era in aperto conflitto con Gjin Spata. Nel 1375, Gjin Bua Spata iniziò un'offensiva a Giannina, ma non poté invadere la città. Sebbene Spata si fosse sposato con la sorella di Tommaso, Helena, la loro guerra non si fermò. 

### Caduta del Despotato
Dopo la morte di Gjin Bua Spata nel 1399, il Despotato di Arta si indebolì continuamente e la Famiglia Spata fu coinvolta nella guerra civile. Tra le animosità con i governanti di Giannina, Gjin il successore, Maurizio Spata, dovette fare i conti con le intenzioni dei veneziani e del conte Carlo I Tocco di Cefalonia. Nel frattempo, si intensificarono le incursioni ottomane, chiamate per l'occasione dal despota Esaù de' Buondelmonti del Despotato d'Epiro. Dopo la morte di de' Buondelmonti nel 1411, il trono fu offerto al nipote, Carlo I Tocco. Anche se il suo guadagno fu accompagnato da una grande perdita che le forze di Giovanni Zenevisi inflissero al suo esercito, in seguito avrebbe assoggettato i capi dell'Albania meridionale. Nonostante la vittoria di Maurizio su Carlo nel 1412, gli albanesi non riuscirono a conquistare Giannina. Al contrario, non molto tempo dopo aver ucciso Maurizio in battaglia nel 1414/5, Carlo avanzò su Arta. Nel 1416 sconfisse Yaqub Spata e conquistò Arta annettendo così il Despotato.

## Eredità locale
La città di Arta era relativamente poco conosciuta durante il periodo della dominazione albanese (1358-1416). I capi albanesi, non abituati a vivere in città, in quanto montanari, acquisirono titoli legalmente bizantini e cercarono di adottare la struttura statale bizantina. Sebbene nessuna attività architettonica sia stata segnalata per questo periodo, poco sembra sia cambiato ad Arta e la popolazione albanese e greca della città convivesse pacificamente.

## Despoti

### Dinastia Losha
- Pietro Losha

### Dinastia Shpata
- Gjin Bua Shpata
- Sguro Shpata
- Maurizio Shpata
- Yaqub Shpata